# Polyptychites
Polyptychites – rodzaj głowonogów z wymarłej podgromady amonitów, z rzędu Ammonitida.
Żył w epoce wczesnej kredy (walanżyn).